# Csaba Ferencz
Pour les articles homonymes, voir Ferencz.
Csaba Ferencz, né le 24 mai 1985 à Körmend, est un joueur de basket-ball hongrois évoluant au poste d'arrière.

## Biographie
Né et formé dans la ville et le club de Körmend, il dispute en 2017 l'EuroBasket 2017 avec la sélection hongroise.